# Bodljikava žica
Bodljikava žica je vrsta žice, koja ima oštre rubove u određenim redovitim razmacima. Koristi se kao jeftina ograda ili primjerice kao dodatna prepreka na vrhu zidova oko čuvanih objekata. 
Jedna je od bitnih elemenata utvrda koji se koriste kao prepreka u ratu.
Bodljikava žica je osmišljena kao barijera za sprječavanje životinjama ili ljudima ulazak ili izlazak na pojedinim područjima. 

## Izumitelj
Prvi je patentirao bodljikavu žicu u 1867. godini amerikanac Lucien B. Smith. Njegov izum bio je još kombinacija žice s malim komadima drveta, na koje su bile pričvršćene bodljike.

## Vanjske poveznice
- Muzej bodljikave žice  Arhivirana inačica izvorne stranice od 22. veljače 2011. (Wayback Machine)
- Informacije
- [neaktivna poveznica]